# Вендська держава
Ве́ндська держава (Ободритське князівство, Вендське королівство, Вендський союз племен) — ранньофеодальне державне об'єднання полабських слов'ян (венедів), що існувало з 1040-х років приблизно до 1129 року. Столиця м. Велиград, пізніше — Любиця. Керували цією державою представники династії Наконідів.
Розташовувалася на узбережжі Балтійського моря між гирлами річок Одри і Ельби. Включало племінні союзи бодричів, лютичів і частину поморян. Об'єднання слов'янських племен під єдиною княжою владою було необхідно для відбиття агресії саксів та данців. Свою назву держава отримала від Вендів — німецької назви західних слов'ян у ранньому Середньовіччі.
У 1050-х роках князь (король) Готшалк активно проводив завойовницьку політику на сусідніх землях слов'ян: частина лютичів і глинян були обкладені даниною. Тоді в примітивному вигляді виник державний апарат. При Готшалкові будувалися нові міста, церкви й монастирі. На прохання князя були призначені єпископи в Мекленбург, Ольденбург і Рацебург. У 1066 р. знать очолила рух проти християнського оточення князя: Готшалк був убитий, а місіонери та навернені в християнську віру були вигнані або страчені.
Молодший син Готшалка Генріх на рубежі XI—XII століть зміцнив цю державу. Йому платили данину брежани і стодоряни. Генріх переїхав з сім'єю з Мекленбурга в Старий Любек, який вже при Генріхові перетворився в ранньоміський центр з поселеннями купців та ремісників. Нова столиця стала резиденцією для християнських священиків. Після смерті Генріха почалися міжусобиці. З кінця XII ст. на основі Ободритського князівства розвивалися ті що знаходилися в залежності від саксонського герцога Ростокське, Мекленбурзьке й інші князівства, якими керували нащадки ободритського князя. У XIII ст. ці князівства зазнали германізації.
В середньовічних джерелах володарів Вендської держави називають королями вендів.
Коли 1185 року, король Данії Кнуд VI захопив балтійське узбережжя та підкорив короля вендів Богуслава I, він додав до своєї титулатури титул короля венедів.
Королі
- Готшалк (правління 1031/1044—1066 рр.);
- Круто (1066—1093 рр.);
- Генріх (пом. 1127).